# جوشن (سقز)
قرية جوشن (بالكردية: جەوشەن) هي إحدى القرى التابعة لـذو الفقار في ريف قسم سرشيو من مقاطعة سقز، في محافظة كردستان الإيرانية.

## السكان
حسب إحصاءات سنة 2006، بلغ إجمالي السكان في جوشن 349 نسمة وعدد المساكن 57 مسكن. لغة سكان جوشن هي اللغة الكردية و هم من أهل السنة والجماعة والمذهب الشافعي.